# Cases Pere Molins i Francesc Malzac
Les cases Pere Molins i Francesc Malzac són un conjunt arquitectònic situat al carrer del Pi, 8-10 de Barcelona, catalogat com a bé cultural d'interès local.

## Història
El 1846, Josep Borrell, propietari del núm. 12, va instar l'enderrocament de la casa del núm. 10, propietat de Joaquín Francisco Cavero i Maria Teresa Àlvarez de Toledo, comtes de Sobradiel. El 1851, el seu administrador de finques Josep Antoni Buxeres i Abat la va establir en emfiteusi al promotor Pere Molins i Huguet, que va demanar permís per a reconstruir-la, segons el projecte de l'arquitecte Joan Nolla i Cortès. Les obres malmeteren l'edifici del costat, adquirit aquell mateix any pel fabricant tèxtil Francesc Malzac (o Malsach) per venda judicial del menor Gaietà Masó, i el 1852, Malzac va demanar permís per a enderrocar-lo i reconstruir-lo de nova planta, segons el projecte de l'arquitecte Antoni Rovira i Trias. Va morir l'any següent, essent succeït per la seva filla Concepció Malzac i Caudet, que el 1855 vengué la finca a Felícia Vidal i d'Aubert, vídua d'Ignasi de Bufalà.
El 1853, Pere Molins va vendre la finca del núm. 10 a l'indià de l'Havana Josep Ramon Pallàs i Serra, casat amb Joana Muntadas i Vilardell. El 1859, aquest el va vendre a carta de gràcia a la seva sogra Francesca Vilardell (a qui li devia 14.000 duros), que el va aportar com a dot al seu matrimoni en segones noces amb l'advocat Fèlix Maria Milans. A la seva mort, fou heretat pel seu fill Joan Frederic Muntadas i Vilardell, administrador de finques amb despatx al mateix edifici.

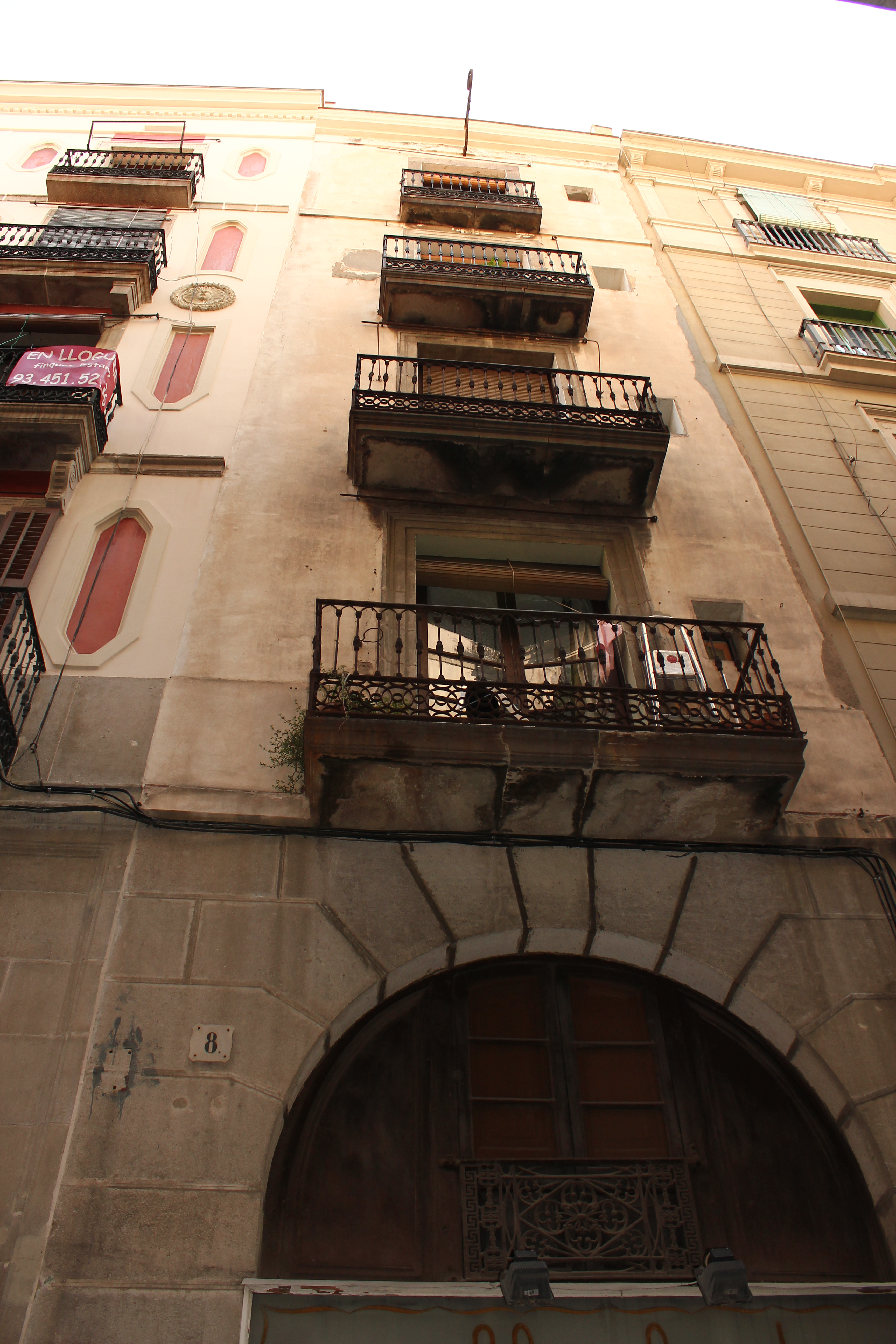
Carrer del Pi, 8

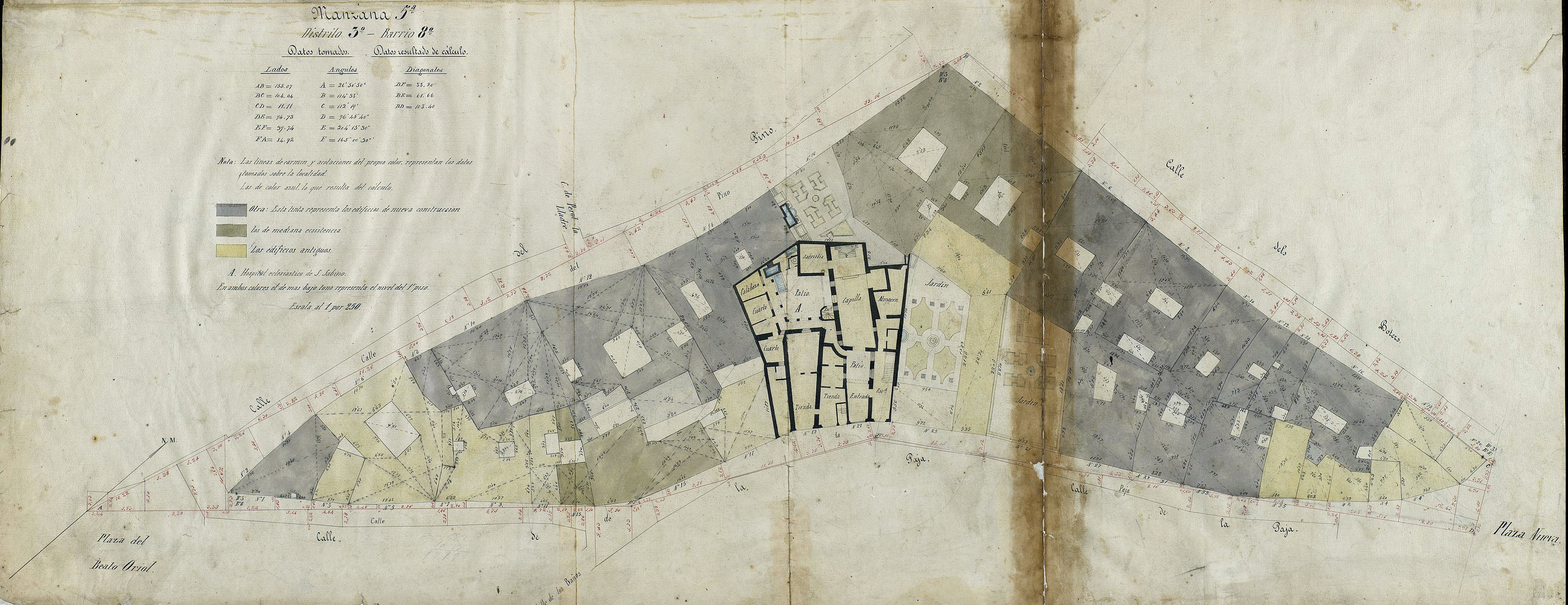
Quarteró de Garriga i Roca núm. 61b (c. 1860)

## Descripció
Són dos edificis contigus de planta baixa, entresol i quatre pisos. Ambdós comparteixen el tipus de balcó i obertura a l'entresol, que recorren als mateixos dissenys a les baranes de ferro fos. A més, una de les botigues del núm. 8 s'obre sota la casa veïna, de la que es podria considerar com una versió reduïda. A la planta baixa hi ha una obertura d'arc de mig punt adovellat que ocupa l'entresol i a través de la qual s'accedeix tant a l'escala de veïns com a l'altra botiga. A la resta de l'estreta façana s'ha prescindit de qualsevol ornament més enllà del ferro forjat de les baranes i els subtils marcs de les obertures.
L'immoble del núm. 10 s'aixeca sobre una parcel·la considerablement major i gairebé regular, centrada per una escala i un pati. A la planta baixa hi ha cinc portals d'arcs de mig punt motllurats que ocupen també l'entresol i que compten amb una clau de volta convertida en mènsula que sosté la balconada correguda del pis principal. Entre les obertures i a les sobrellindes dels finestrals dels pisos se situen plafons rebaixats de color vermellós, centrats, a l'altura del segon pis, per medallons de terracota que contenen, dins de corones de llorer, rostres voltats de pètals radials. La construcció es finalitza amb una cornisa amb denticles.